# Deposizione fisica da vapore

Simulazione al computer di un singolo atomo di rame depositato su un substrato alla temperatura ideale di 0 K

La deposizione fisica da vapore o Physical Vapor Deposition, spesso abbreviata in PVD, è un metodo comune per la deposizione di film sottili sottovuoto, è una tecnica molto diffusa per la fabbricazione di dispositivi elettronici, ma anche diffusamente utilizzata ad esempio per la fabbricazione degli specchi, ottenuti depositando un sottile strato d'alluminio su una lastra di vetro. In questo la tecnica ha una importanza tecnologica che risale a molti secoli fa.
Una deposizione viene definita atomica o molecolare quando sul substrato (il pezzo da rivestire) avviene una crescita atomo per atomo del film (detto anche overlayer); lo strato risultante può variare da monocristallo ad amorfo, più o meno compatto, puro o impuro, sottile o spesso. Solitamente si definisce film sottile quello il cui spessore è dell'ordine di qualche micron o meno; in questo caso si ha spesso l'influenza del substrato per quanto concerne le proprietà chimiche e fisiche dell'overlayer.
I processi di Physical Vapor Deposition (PVD) sono processi di deposizione atomica nei quali il materiale viene evaporato da una sorgente solida o liquida in forma di atomi o molecole e trasportato in forma vapore attraverso un ambiente sottovuoto o plasma fino al substrato dove condensa. Generalmente il PVD viene utilizzato per creare rivestimenti di poche decine o centinaia di nanometri, per depositi a strati differenti (multilayer), per film composti da leghe a percentuale variabile (graded composition deposit); le forme del substrato possono variare da piatte a geometrie molto complesse come oggetti di decoro o utensili; il rate (velocità) di crescita del deposito varia a seconda dei casi da 0,1 a 10 nm al secondo.
Il PVD può essere usato per creare sia film elementari o leghe ma anche rivestimenti di composti attraverso le cosiddette deposizioni reattive: in tali processi i composti si formano attraverso una reazione chimica che avviene tra materiale che andiamo ad evaporare e l'ambiente gassoso creato in camera ad esempio con l'immissione di azoto, se si vogliono creare dei nitruri, od ossigeno, nel caso di deposizioni di ossidi.

## Tecniche
Per evaporare del materiale da una fase condensata è necessario fornirgli del calore o energia sotto altra forma. Se la forma di energia è il calore, assume un'importanza notevole la pressione di vapore saturo che ha il materiale localmente, infatti la pressione di vapore saturo dipende dalla temperatura e aumenta fortemente all'aumentare di quest'ultima. Per ogni sostanza, a meno di reazioni chimiche, vi è una temperatura in cui la pressione di vapor saturo
diventa abbastanza elevata (frazioni di Pascal) ed il materiale viene disperso nella camera da vuoto.
I sistemi di evaporazione sono essenzialmente: 
- Evaporazione termica in cui gioca un ruolo essenziale l'effetto Joule;
- Cannone elettronico, in cui un fascio di elettroni incide sul materiale, perdendo la sua energia riscalda localmente il materiale da evaporare;
- Sputtering, in cui il materiale da depositare viene eroso da un plasma (alimentato a corrente continua o a radiofrequenza);
- Evaporazione ad arco, in cui l'evaporazione viene prodotta da una scarica elettrica diretta sul materiale;
- Pulsed laser deposition, in cui un laser ad alta potenza vaporizza il materiale dal target.

Durante la loro permanenza in fase aeriforme, le particelle viaggiano in linea retta finché non collidono con una molecola del gas residuo; entra quindi in gioco il cammino libero medio,
che è tanto più elevato quanto più bassa è la pressione.
Ne consegue quindi l'importanza di depositare film sottili a pressioni più basse possibili o in atmosfere di gas inerti.
Nella maggior parte dei sistemi di deposizione per evaporazione termica e con cannone elettronico, la distanza tra sorgente e substrato è dell'ordine di qualche decina di centimetri, distanza che per l'aria a temperatura ambiente e a pressioni dell'ordine di {\displaystyle 10^{-5}{\text{mbar}}} è paragonabile al libero cammino medio delle particelle che compongono il materiale di partenza.

### Evaporazione termica
L'evaporazione termica rappresenta una delle più antiche tecniche di deposizione di film sottili. Attualmente ha una importanza maggiore nei laboratori di ricerca piuttosto che in campo industriale.
Nella forma più semplice una corrente di notevole intensità attraversa un crogiolo metallico ad elevata temperatura di fusione (ad esempio Tungsteno, Molibdeno), sagomato per accogliere il materiale da evaporare. Alternativamente il crogiolo è di materiale ceramico riscaldato radiativamente o mediante un filo metallico immerso nel crogiolo.
Gli stadi fondamentali del processo sono i seguenti:
- sublimazione di un solido od evaporazione di un liquido per formare una specie aeriforme;
- trasporto degli atomi o molecole dalla sorgente al substrato da ricoprire;
- deposizione delle particelle sul substrato e crescita del film.

Il materiale vaporizzato raggiunge il substrato con nessuna o poche collisioni con le molecole di gas residuo presente fra la sorgente e il campione. Solitamente la fase di rivestimento avviene ad una pressione tra i {\displaystyle 10^{-2}Pa} e i {\displaystyle 10^{-6}Pa} a seconda del livello di contaminazione che può essere tollerato.
In assenza di collisioni, le particelle viaggiano secondo una traiettoria diritta tra sorgente e substrato (line-of-sight). In generale, l'area complessiva di vaporizzazione, durante l'evaporazione termica, è piccola, il flusso incidente ha una forte dipendenza ben rappresentata dal coseno dell'angolo tra la normale al crogiolo e la direzione della congiungente il crogiolo con il substrato, in maniera tale che per angolo {\displaystyle 0^{o}\ } si ha il massimo flusso.
La camera necessaria per la deposizione è caratterizzata da una distanza, relativamente grande, tra la sorgente e il substrato; ciò minimizza il riscaldamento radiale dalla sorgente stessa, permettendo inoltre il movimento della struttura che regge il substrato durante la deposizione.
Difetti di questo metodo sono spesso dovuti alla contaminazione del crogiolo riscaldato, inoltre
la piccola dimensione dei crogiolo limita la quantità totale di film da evaporare. 
I materiali evaporati vengono depositati non uniformemente se il substrato ha una superficie scabra come spesso avviene nei circuiti integrati. Infatti il materiale depositato aderisce al substrato principalmente da una singola direzione (angolo di vista del crogiolo), le sporgenze quindi impediscono al materiale evaporato di ricoprire alcune aree, con un effetto ombra. 
Per questo negli impianti più avanzati, i substrati sono fatti ruotare con un movimento planetario attorno alla normale al crogiolo, in maniera da ricoprire in maniera uniforme le strutture sottostanti e garantire una maggiore omogeneità nel film.

### Cannone elettronico

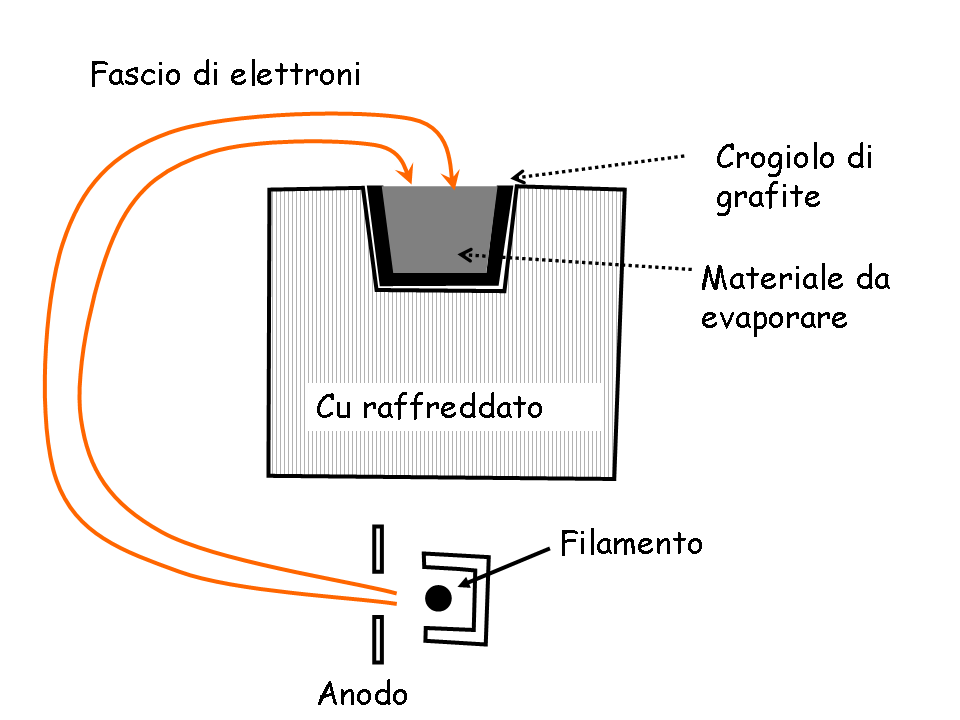
Schema di un cannone elettronico, non è mostrato il campo magnetico perpendicolare al piano che devia il fascio di elettroni

Lo schema di funzionamento è mostrato nella figura accanto. Il funzionamento è il seguente: un filamento caldo genera una elevata corrente elettronica, anche qualche Ampère, il fascio viene accelerato tra il filamento e l'anodo ad una elevata tensione (tra 3 KV e i 30 KV). Il fascio di elettroni viene solitamente deviato di 270°, mediante un opportuno campo magnetico, in maniera da evitare che il filamento che emette gli elettroni sia esposto al materiale da evaporare. Il crogiolo in cui è contenuto il materiale da evaporare è in genere di grafite che è il materiale conosciuto con la più alta temperatura di fusione. A sua volta il crogiolo di grafite è contenuto in un dissipatore di calore di rame. Gli elettroni incidenti dissipano così la loro energia cinetica nel materiale e ne provocano il riscaldamento e la successiva evaporazione.
Con questa tecnica si riescono a raggiungere maggiori velocità di crescita, inoltre i film sono meno contaminati che nel caso della evaporazione termica. Infatti il materiale da evaporare fonde localmente e i crogioli si mantengono ad una temperatura relativamente bassa. Il vero svantaggio di questa tecnica è nei raggi X prodotti dal fascio di elettroni incidenti che possono danneggiare parti di dispositivi già presenti nei substrati. Lo studio dei materiali isolanti permette un aumento dell'affidabilità e della durata del cannone.

### Sputtering
La deposizione sputtering è un processo PVD in cui il materiale viene vaporizzato da una superficie detta target attraverso uno sputtering fisico; lo sputtering fisico è una vaporizzazione non termica del materiale: gli atomi superficiali del target vengono fisicamente estratti dalla superficie solida grazie all'energia trasferita loro da un bombardamento di particelle atomiche.
Tale bombardamento è solitamente generato da ioni creati da plasma a bassa pressione (inferiore a 0,1 Pa) ed in questo caso le particelle estratte soffrono di poche collisioni fra la sorgente e il substrato o da plasma ad alta pressione (fra i 0,5 e i 3 Pa) dove vi è un “raffreddamento” delle particelle nella fase gassosa prima del raggiungimento del campione. Inoltre il plasma può essere confinato in prossimità del target o riempire l'intera regione fra la sorgente e il substrato e può essere costituito da gas inerte (solitamente Argon) o nel caso dello sputtering reattivo da azoto o ossigeno; la presenza del plasma attiva chimicamente tali gas creando così in fase vapore composti con il materiale evaporato dal target.

### Deposizione ad arco
La deposizione con arco utilizza un arco ad alta corrente e bassa tensione per vaporizzare un catodo costituito dal materiale che si vuole depositare. Il movimento dell'arco può essere casuale o direzionato. Le particelle così emesse sono fortemente ionizzate e tipicamente il substrato è posto sotto una tensione di bias per poter così attrarre più facilmente gli ioni.
La deposizione vapore ad arco può essere effettuata con diverse tecniche:
- Vacuum arc (arco in condizione di vuoto): tra le superfici degli elettrodi si forma il plasma. L'elevata densità di corrente provoca un consumo dell'arco per la presenza di particelle solide o fuse. Gli ioni si muovono più lentamente degli elettroni, una carica positiva si genera nel plasma e gli ioni positivi sono accelerati lontano dal plasma stesso, verso energie più elevate. Ciò significa che la deposizione in vuoto, senza apporto termico, è accompagnata da un bombardamento simultaneo per mezzo di ioni ad alta energia.
- Anodic arc (arco anodico): gli elettroni fondono e vaporizzano l'elettrodo anodico. La densità di corrente è inferiore; inoltre non si ha la formazione di particelle fuse. Tuttavia il grado di ionizzazione del materiale vaporizzato è minore.
- Cathodic arc (arco catodico): il catodo può essere fuso o solido; nel secondo caso si ha la formazione di goccioline fuse, dette "macro" o "droplet", che generano difetti.
- Plasma duct (plasma in condotto/tubo): la presenza di un campo magnetico spinge gli elettroni a mantenere una carica volumetrica neutra nel plasma.

## Vantaggi e limiti
Questa tecnica permette di ottenere in modo semplice film ad alta purezza e con buona struttura.
Il PVD, come si è detto, può creare una grande varietà di composti, dalle semplici deposizioni metalliche alle leghe fino a composti sia conduttivi che isolanti. Questa grande flessibilità può essere considerata per certe applicazioni un limite, per altre un considerevole vantaggio: quando si ha la necessità di un perfetto composto stechiometrico la Physical Vapor Deposition soffre di un grado di precisione non elevatissimo rispetto ad altre tecniche di deposizione; in altri campi applicativi, al contrario, la possibilità di avere depositi di natura differente dal materiale di partenza porta ad enormi vantaggi, sia a scopo decorativo per la grandissima gamma di colori ottenibili, sia a livello funzionale per le caratteristiche chimico-fisiche del film stesso.